# Tipton
Tipton es una localidad situada en el condado de Tierras Medias Occidentales, en Inglaterra (Reino Unido), con una población estimada a mediados de 2016 de 44 572 habitantes.
Se encuentra ubicada en la zona centro-este de la región Midlands del Oeste, cerca de las ciudades de Birmingham y Coventry.
La Reina Letizia de España tiene ancestros en Tipton. José Ortiz Pool y Carmen Velasco Gutiérrez eran los padres de José Luis Ortiz Velasco, ovetense y abuelo de la Reina. Uno de los abuelos de Ortiz Pool fue Diego Pool Cornforth, natural de Tipton, en el condado de Staffordshire. Por tanto, doña Letizia tiene un vínculo con el Reino Unido. La villa de Tipton se dedica a la explotación del carbón y los Pool, expertos mineros, se trasladaron a España en torno a 1850. La rama Diego Pool se estableció en Trubia.